# Casimir Dudevant

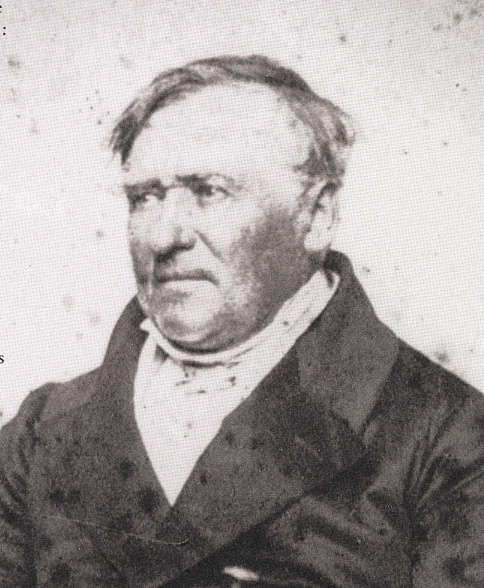
Casimir Dudevant (1860er Jahre)

François Casimir Dudevant (* 6. Juli 1795 in Pompiey; † 1871) war ein französischer Adeliger und Lieutenant der Grande Armée. 

## Leben
Dudevant war der uneheliche Sohn von Baron Jean-François Dudevant und dessen Mätresse Augustine Soulé. 1813 besuchte er die Militärakademie in Saint-Cyr-l’École. Im Anschluss daran diente er in der Armee, bis er sie 1822 im Rang eines Lieutenants verließ. 
Am 10. Dezember 1822 heiratete Dudevant in Paris Aurore Dupin de Francueil, die unter ihrem Pseudonym George Sand berühmt wurde. Mit ihr hatte Dudevant zwei Kinder: Maurice Sand (1823–1899) und Solange (1828–1899). Er lebte zusammen mit seiner Familie auf deren Gut (heute: Maison de George Sand) bei Nohant-Vic (Département Indre). 
Seine Ehefrau trennte sich nach heftigen Auseinandersetzungen 1831 von ihm. Sie hatte sein Testament gefunden und damit erfahren, was er von Frauen im Allgemeinen und von ihr im Besonderen hielt. 1836 ließ sie sich von ihm scheiden. 